# 네파
네파(Nepa)는 대한민국의 아웃도어 브랜드이자 등산화 전문 브랜드이다.

## 브랜드

### 네파(Nepa)의 의미
Nepa는 "Nature Environment Preservation Advocate"의 첫글자를 따서 만들었다.

### 슬로건
기업 슬로건은 "네파는 자유다"(The NEPA is freedom_언제 어디서나 인간이 몸과 마음의 진정한 자유로움을 느낄 수 있도록)이다.

## 역사
1996년 이태리 베르가모에서 등산화 전문 브랜드로 시작하여, 2005년 평안L&C가 인수했다. 2013년, 다시 MBK파트너스가 인수하였다.

### 연혁[2]
- 2005년 10월: NEPA 국내 런칭
- 2008년 7월: 독일 Friedrichshafen Outdoor 전시 출품
- 2010년 6월: Global Fashion Leading Brand 선정 (지식경제부)
- 2011년 7월: 프랑스 샤모니, 유럽 첫번째 직진출 매장 오픈
- 2012년 1월: 미국 Outdoor Retailer Show 참가
- 2013년 1월: 이젠벅 (ISENBERG) 론칭
- 2013년 10월: 중국 웨이하이, 직진출 매장오픈

## 광고

### 2000년 대

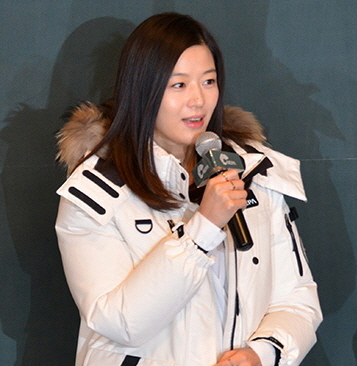
2015년 네파 "따뜻한 세상" 캠페인의 전지현

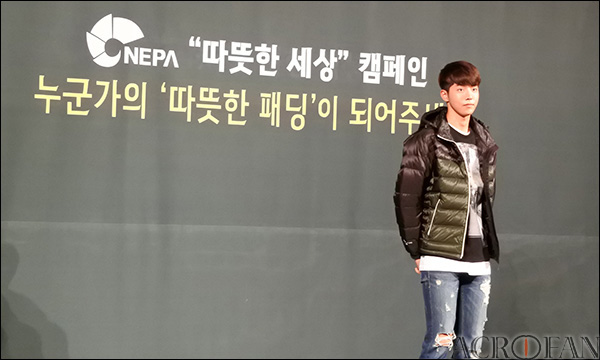
2015년 네파 "따뜻한 세상" 캠페인의 남주혁

2008년 가수 은지원과 MC몽이 전속모델로 발탁됐다. MC몽은 이 계약으로 4억원대의 광고 수입을 올렸다.

### 2010년 대
2011년 남성 아이돌 음악 그룹 2PM 6명의 멤버가 모델로 발탁됐다.
2012년 배우 김고은이 광고모델로 발탁됐다.
2013년 네파는 배우 이서진과 배우 전지현을 전속모델로 삼았다. 이서진은 1년, 전지현은 2년간 전속모델 계약을 맺었다.
전지현은 2016년 재계약을 통해 4년 연속으로 네파의 모델이 됐다.
2015년에는 남성 아이돌 음악 그룹 iKON이 광고 모델로 발탁됐다.
그 외, 배우 남주혁 등이 광고에 참여했다.
2022년에는 배우 유아인이 전속 모델로 발탁했으나, 5개월만에 발생한 이슈로 계약해지
2023년에는 IVE 멤버인 안유진이 전속 모델로 발탁
2024년에는 2PM 멤버이자 배우인 이준호가 전속 모델로 2PM이후 재발탁

## 같이 보기
- K2 (기업)